# Scybalocanthon kastneri
Scybalocanthon kastneri är en skalbaggsart som beskrevs av Vladimir Balthasar 1939. Scybalocanthon kastneri ingår i släktet Scybalocanthon och familjen bladhorningar. Inga underarter finns listade i Catalogue of Life.